# Promet Islanda
Cestovni sustav, ovisan o obliku tla i o klimi, povezan je s glavnom cestom koja prati obalu oko otoka; sporedne ceste nisu uvijek prekrivene asfaltom. Na Islandu nema željeznice iako su podneseni prijedlozi za izgradnju putničke linije između Keflavíka i Reykjavíka, kao i prijedlozi za izgradnju lakog željezničkog sustava u Reykjavíku. Promet se odvija uglavnom morskim i zračnim putevima. Međunarodna se zračna luka nalazi u Keflaviku, u blizini Reykjavika. Prijevoz iz jednog velikog grada u drugi, na primjer Reykjavík do Akureyri, može biti zrakoplovom na domaćem letu. Većina prometne infrastrukture u zemlji koncentrirana je u blizini glavnog grada, u kojem živi dvije trećine stanovništva. 
Island ima 12.869 km puteva kojima se upravlja javno, 5.040 km je asfaltirano. Organizirana gradnja cesta započela je oko 1900. godine i uvelike se proširila od 1980. godine. Vegagerðin (Islandska uprava za ceste) je pravni vlasnik i graditelj cesta, te ih nadgleda i održava.

## Islandska kružna cesta
Islandska kružna cesta ili Pravac 1  (islandski: Hringvegur ili Þjóðvegur 1) je glavna cesta na Islandu koji vodi oko otoka i povezuje najnaseljenije dijelove zemlje. Ukupna dužina ceste je 1,339 kilometara. Cesta je završena 1974.

## Luke
Glavne luke na Islandu su: 
- Akureyri
- Hornafjördur
- Isafjordur
- Keflavík
- Raufarhöfn
- Reykjavík
- Seyðisfjörður
- Straumsvík
- Vestmannaeyjar